# Raimondo Vecchi
Raimondo Vecchi Fossa (...) è un allenatore di pallacanestro italiano.

## Carriera
Ha allenato il Basket Parma e la Juvenilia Reggio Emilia in Serie A1 femminile. A cavallo tra gli anni settanta e ottanta è stato alla guida della Pallacanestro Reggiana e nel 1981-1982 della Viola Reggio Calabria.